# مارک آلن (نویسنده)
مارک آلن (به فرانسوی: Marc Alyn) شاعر و نویسنده قرن بیستم میلادی اهل فرانسه است.